# سکس خوب
سکس خوب (به انگلیسی: Good Sex)، یک فیلم رو به اکران آمریکایی در ژانر کمدی جنسی رمانتیک به نویسندگی و کارگردانی لینا دانم است که هنوز تاریخ اکرانی برای آن مشخص نشده است. ناتالی پورتمن، مارک رافلو، رول مدل، مگ رایان، رشیدا جونز و ترامل تیلمن بازیگران فیلم هستند. پورتمن علاوه بر بازی در نقش نخست فیلم، یکی از چهار تهیه‌کننده فیلم نیز است. داستان فیلم دربارهٔ زنی ۴۰ ساله به نام اَلی است که مشاور درمانگر زوج‌ها است. او که از دهه‌ها تجربه شکست عاطفی خسته شده و به دنبال رابطه‌ای پایدار است، به عرصه قرارهای عاشقانه در نیویورک بازمی‌گردد.
فیلم‌برداری از ژوئیه ۲۰۲۵ آغاز شد و انتظار می‌رود که فیلم برای انتشار در ولنتاین یا تابستان ۲۰۲۶ برنامه‌ریزی شده باشد. فیلم به صورت کامل در نیویورک جلوی دوربین خواهد رفت. نتفلیکس حق پخش فیلم را در اختیار دارد.